# DHP-палета
DHP-палета або Dusseldorfer-палета  — стандартизована палета для розміщення вантажів невеликого об'єму вагою до 500 кг. У логістиці поруч з іншими типами палет відіграє допоміжну роль і має службову назву «підпалета». Єдиний стандарт вантажних піддонів забезпечує їх безперервний обіг між постачальниками та дистриб'юторами товарів і вантажів.
Типова DHP-палета має параметри 800 × 600 мм